# Саут Локпорт (Њујорк)
Саут Локпорт (енгл. South Lockport) насељено је место без административног статуса у америчкој савезној држави Њујорк.

## Демографија
По попису из 2010. године број становника је 8.324, што је 228 (-2,7%) становника мање него 2000. године.
| Група             | 2000.         | 2010.         |
| Белци             | 7.738 (90,5%) | 7.211 (86,6%) |
| Афроамериканци    | 418 (4,9%)    | 443 (5,3%)    |
| Азијати           | 91 (1,1%)     | 93 (1,1%)     |
| Хиспаноамериканци | 151 (1,8%)    | 344 (4,1%)    |
| Укупно            | 8.552         | 8.324         |